# Fujiwara no Asatada
Fujiwara no Asatada (藤原 朝忠 hoặc 中納言朝忠 (Đằng Nguyên, Triêu Trung) 910 – 19/1/1966) là nhà thơ waka quý tộc của Nhật Bản vào giữa thời kỳ Heian. Ông có chân trong Ba mươi sáu ca tiênvà một trong những bài thơ của ông nằm trong tập thơ cổ nổi tiếng Ogura Hyakunin Isshu.
Thơ của Asatada đều nằm trong các tập thơ cổ được xuất bản chính thức từ sau tập Gosen Wakashū ( Hậu Tuyển Tập). Tập thơ cá nhân của ông mang tên Asatadashū vẫn còn lưu truyền.

## Tiểu sử
Fujiwara no Asatada là con trai thứ năm của Sanjō Udaijin (quan hữu đại thần dinh ở phường Sanjō, nội thành Kyōto) Fujiwara no Sadakata (tác giả bài số 25 trong tập Ogura Hyakunin Isshu).Ông có tiếng trong làng thơ vào tiền bán thế kỷ thứ 10.

## Thơ quan Trung Nạp Ngôn Asatada
Đây là bài thơ thứ 44 trong tập Ogura Hyakunin Isshu do Fujiwara no Teika biên tập:
| Nguyên văn:                                                    | Phiên âm:                                                                    | Dịch thơ: | Diễn ý: |
| -------------------------------------------------------------- | ---------------------------------------------------------------------------- | --- | --- |
| 逢ふことの 絶えてしなくは なかなかに 人をも身をも 恨みざらまし | Au koto no Taete shinaku wa Nakanaka ni Hito wo mo mi wo mo Urami zara mashi | Nếu như trên trần thế, Không gặp gỡ tình nhân. Đâu cần hận người ấy, Và cũng khỏi thương thân. (ngũ ngôn) Sống đời chẳng nếm yêu đương, Thì ai trách bạn, tự thương làm gì? (lục bát) | Nếu như trong cuộc đời này, Trai gái tuyệt đối không bao giờ gặp gỡ để yêu nhau. Thế thì mình chẳng cần hận ai, Và cũng chẳng cần buồn cho số phận hẩm hiu của mình. |

### Xuất xứ
Shūi Wakashū ( Thập Di Tập), thơ luyến ái, phần 1, bài 678.

### Hoàn cảnh ra đời
Lời thuyết minh trong tập Shūi Wakashū cho biết bài thơ ra đời trong Hội bình thơ tại triều đình năm thứ 4 (天徳四年内裏歌合) vào khoảng năm Tenryaku (Thiên Lịch, 947-957), cùng lúc với bài 40 của Taira no Kanemori và bài 41 của Mibu no Tadami. Tuy không phải là thơ mô tả tình yêu nhưng là một suy gẫm về bản chất của ái tình.

### Đề tài
Mong mỏi một cuộc hẹn hò nên đâm ra oán người và tủi thân.
Ý nói nếu không có chuyện gặp gỡ, yêu đương thì làm gì có việc oán trách người, tủi phận mình. Tác giả dùng phương pháp 反実仮想 “phản thực giả tưởng” (việc đang có thật nhưng giả sử nếu như không có nó) hay 逆説 “nghịch thuyết” qua cách biểu hiện shinaku wa....mashi (thà không như thế còn hơn) để nói lên lòng mong mỏi một cuộc hẹn hò (ōse) với người mình yêu. Nó từa tựa như lối viết của vương tử Ariwara no Narihira trong bài thơ nổi tiếng:
| Nguyên văn:                                                | Phiên âm:                                                                   | Dịch thơ:                                                  |
| ---------------------------------------------------------- | --------------------------------------------------------------------------- | ---------------------------------------------------------- |
| 世の中に 絶えてさくらの なかりせば 春の心は のどけからまし | Yo no naka ni Taete sakura no Nakariseba Haru no kokoro wa Nodokekara mashi | Cuộc đời nếu vắng anh đào, Xuân về lòng đỡ dạt dào vì xuân |

Nhà biên tập Fujiwara no Teika xếp nó vào chủ đề “tình yêu sâu xa nhưng không thể trở thành hiện thực” trong tập Hyakunin Isshu này. Chữ Taete trong cả hai bài nhấn mạnh nghĩa phủ định (hoàn toàn không).

## Đường dẫn ngoài
- McMillan, Peter. Năm 2010 (Bản in đầu, Năm 2008). Một Trăm Nhà Thơ, Mỗi Vị Một Thơ. New York: Nhà xuất bản Đại Học Columbia. (tiếng Anh)
- Suzuki Hideo, Yamaguchi Shin'ichi, Yoda Yasushi. Năm 2009 (Bản in đầu, Năm 1997). Genshoku: Ogura Hyakunin Isshu. Tokyo: Bun'eidō. (tiếng Nhật)
- Một trăm bài thơ Nhật Bản cổ (Hyakunin-isshu), biên dịch bởi William N. Porter, 1909, tại trang sacred-texts.com (tiếng Anh)
- Ogura Hyakunin Isshu, biên dịch bởi chimviet.free.fr Lưu trữ ngày 22 tháng 12 năm 2016 tại Wayback Machine